# Bitva na Litavě
Bitva na Litavě se odehrála dne 15. června 1246 mezi rakouským vévodou Fridrichem II. Babenberským a uherským králem Bélou IV. V bitvě rakouský vévoda padl a tím vymřela vládnoucí babenberská dynastie.

## Konec Babenberků
Boje o příhraniční oblast kolem řeky Litavy (maďarsky Lajta, německy Leitha) probíhaly často. Hranice mezi územím Rakouska a Maďarska tvořená řekou se měnila během záplav a řeka sama měnila své koryto. Byla to tedy po pravdě nevýznamná středověká srážka maďarských a rakouských sil, která skončila rakouským vítězstvím. Přesto měla dalekosáhlé důsledky, protože během bojů zahynul za nevysvětlených okolností bezdětný rakouský vévoda a s ním vymřela celá babenberská dynastie. Lichinovský píše, že Fridrich II. padl v boji s Frederickem z Veglie, zvaným Frankopan. Vévodovou smrtí skončila vláda dynastie Babenberků a začalo období známé jako Rakouské Interregnum. 

## Rakouské interregnum
Bezdětný Fridrich II. padl v bitvě u Litavy a Babenberkové tak vymřeli v mužské linii. Pro tyto případy vydal 19. září 1156 císař Fridrich Barbarossa důležitý  rakouský státoprávní dokument pro Jindřicha Jasomirgotta z rodu Babenberků a jeho druhou manželku Teodoru, listinu Privilegium minus. Tento dokument povyšoval Rakousko z dosavadního markrabství na vévodství. Vláda v zemi byla zaručena Babenberkům a to dědičně bez ohledu na pohlaví. Bezdětný panovník mohl zemi odkázat dle svého vlastního uvážení a bez účasti šlechty. Nárok na dědictví uplatňovala jeho sestra Markéta Babenberská (1205–1266) a také jeho neteř Gertruda Babenberská (1226–1288). Vzhledem k tomu, že otec Gertrudy nebyl vévodou, byl Markétin nárok legitimnější. S Markétou se oženil o více než dvacet let mladší Přemysl Otakar II. (1233–1278). Rakouské země se staly jablkem sváru mezi Přemyslovci a Arpádovci. Přemysl své postavení uhájil a v roce 1256 se stal vévodou z Rakouska, Štýrska a Korutan. Wittelsbachové a Habsburkové v obavě z rostoucí moci českého krále uplatňovali vlastní nároky a po bitvě na Moravském poli 26. srpna 1278, ve které Přemysl Otakar II. padl,  převzal vládu Rudolf I. Habsburský (1218–1291). Jeho nástupcem se stal  Albrecht I. Habsburský (1255–1308).

## Lokalizace místa bitvy
Místo, kde se bitva odehrála nelze dnes určit. Maďarský zdroj označuje místo porážky Sub Nova Civitate iuxta fluvium Saar (maďarsky Saar = Leitha čili Litava), stejně jako minnesenger Oldřich z Lichtenštejna (1200?–1275). Podle očitého svědka boje lze předpokládat, že místo maďarské porážky se nacházelo poblíž Ebenfurthu nebo před ním u maďarské strany v oblasti dnešního Neufeldu.